# 外伤 (电影)
《外伤》（義大利語：Trauma）是一部1993年義大利鉛黃恐怖電影，由達利歐·阿基多執導，艾莎·阿基多、克里斯多福·瑞德、派珀·劳瑞和佛德列·科里士主演。該片以明尼蘇達州明尼阿波利斯為背景，講述了一名陷入困境的少女在男友的幫助下，努力阻止一名謀殺她父母的連環殺手的故事。
這是阿基多在美國而非祖國義大利導演的兩部電影之一，另一部是1990年的多段式電影《魔鬼双瞳》。

## 劇情
故事發生在明尼阿波利斯，某天暴雨，脊骨神经科护士乔治娅·杰克逊下班后仍留在自己的诊所，接待一位新病人。病人進門后，乔治娅觉得以前见过他，但他突然用电动绞索残忍地将她斩首，随后带着她被割下的头颅离开。
第二天，患有严重进食障碍的罗马尼亚年轻移民奥拉·彼得雷斯库从当地一家精神病院逃出，在桥上自杀未遂，被清醒的瘾君子，也是电视新闻撰稿人的戴维·帕森斯救下。奥拉很快被警方抓获，送回父母斯特凡和阿德里安娜的家中。阿德里安娜是个骗子通灵师，当晚为一群当地人举行降神会，寻找被称为“獵頭者”的当地連環殺手的身份。奥拉逃出了房子，被阿德里安娜和斯特凡追到了树林里，两人都遇到了凶手，凶手用同样的方法将他们斩首。
戴维同意奥拉和他一起住在湖边的家中，但他发现奥拉在暴饮暴食，把厨房里的东西都吃光了，他大吃一惊。与此同时，一个名叫加布里埃尔的当地男孩闯入了邻居家，因为他的宠物蜥蜴从打开的窗户爬进了屋内。他发现了电动绞索，不知自己已然进入了凶手的住所。
在编辑有关凶手罪行的新闻报道时，戴维意识到凶手似乎只在暴雨期间作案。与此同时，奥拉冒险进城去农贸市场购物，被她以前的心理师贾德医生看到。贾德医生追着她，强迫她和他一起回到他的家中。贾德强迫奥拉吃下会产生迷幻效果的浆果，使她回忆起父母被杀当晚的情景。随后，奥拉在一場暴雨中在醫院醒來。凶手来到医院，杀害了一名勤杂工，砍下了夜班护士希尔达·福尔克曼的头。奥拉被赶来帮助她逃跑的戴维救下。奥拉偷拿了希尔达掉落在医院走廊上的钥匙链，上面有一把能打开某个自存倉的钥匙。与此同时，加布里埃尔从卧室的窗户注意到凶手当晚回到家中，目睹了他戴着手套从挎包里取出希尔达被砍下的头。
第二天早上，戴维和奥拉冒险去自存倉调查。在里面，他们发现了希尔达和护士同事们的明信片和照片，其中就有已经去世的乔治娅。戴维认出其中一位护士是琳达·夸克。戴维和奥拉驱车前往琳达就在附近的家，但琳达看到他们到来后开车逃走了。他们跟踪琳达到了当地的一家酒店，以客人的身份入住了她楼下的一个房间。凶手很快也来了，触发了琳达房间里的消防喷头，然后也将她斩首。
最后，戴维找到了被害护士的上司劳埃德医生，他已经不再从医，而是陷入了贫困和吸毒的生活。劳埃德不願與戴维交談。当晚，凶手在劳埃德的公寓楼里将他的头按在下行的電梯下，将他杀害。戴维半夜醒来，看到贾德正在袭击奥拉。警察赶到时，贾德逃之夭夭，仓皇中车毁人亡。在后备箱里，警方发现了乔治娅、希尔达、琳达和劳埃德被砍下的头，断定贾德就是凶手。警察离开后，戴维发现奥拉失踪了，留下了一封明显是自杀的遗书。
一段时间后，重新染上毒瘾并丢掉工作的戴维在城市里看到一个披著斗篷的人，戴着奥拉拥有的独特手镯。他跟着那个人来到住所，被正在外面玩耍的加布里埃尔注意到。戴维破门而入，发现婴儿室里有一具被斩首的婴儿干尸，随后阿德里安娜将他打昏。他醒来后发现自己被锁在地下室里，与奥拉在一起——原来，阿德里安娜其实就是凶手，她伪造了自己的死亡，嫁祸给贾德，并绑架了奥拉。阿德里安娜为了报复劳埃德和他的护士们，因为在她分娩時由於笨拙加上雷暴導致突然停電，不小心砍掉了她剛出生的兒子尼古拉斯的頭。为了掩盖事故，护士们和劳埃德医生对阿德里安娜施行了非自愿的电击治疗，希望能消除她对尼古拉斯分娩失败和死亡的记忆。精神错乱的阿德里安娜准备杀死奥拉和戴维，但加布里埃尔闯入屋内，偷走了她的电动绞索。阿德里安娜转而挥舞火钳，但被加布里埃尔用电动绞索将她杀死。警察随后赶到，此时戴维正在安慰歇斯底里的奥拉。

## 演员
- 克里斯多福·瑞德（英语：Christopher Rydell） 饰 戴维·帕森斯
- 艾莎·阿基多 饰 奥拉·彼得雷斯库
- 派珀·劳瑞 饰 阿德里安娜·彼得雷斯库
- 佛德列·科里士（英语：Frederic Forrest） 饰 贾德医生
- 勞拉·約翰遜（英语：Laura Johnson） 饰 格雷丝·哈林顿
- 多米尼克·塞蘭德 饰 斯特凡·彼得雷斯库
- 詹姆斯·羅素（英语：James Russo） 饰 特拉维斯上尉
- 艾拉·贝尔格拉德 饰 阿尼
- 布拉德·道里夫 饰 劳埃德医生
- 琥珀·亞歷山大-威利 饰 琳达·夸克
- 莎朗·巴爾 饰 希尔达·福尔克曼
- 伊莎貝爾·奧康納 饰 乔治娅·杰克逊
- 托米·隆奇 饰 救護車司機
- 柯瑞·加文 饰 加布里埃尔·皮克林
- 特里·珀金斯 饰 皮克林太太
- 賈桂琳·基姆（英语：Jacqueline Kim） 饰 艾丽斯

## 发行
《外伤》於1993年3月12日在義大利首映。隨後於1993年10月2日在温哥华国际电影节放映，1993年10月29日在明尼阿波利斯明尼苏达大学電影協會首映。

### 评价
《偏锋杂志》稱《外伤》是“一部怪異的、心理壓抑的驚悚片，帶有小德帕尔马的味道”，“錯綜複雜到讓人分心的程度，僅僅因為阿基託的過度血腥才值得細細品味”。目前在電影评论聚合网站爛番茄上，基於7條評論，該片的支持率為57%。

### 家庭媒體
《外伤》於1994年3月23日由Worldvision Video在美國以VHS形式發行。Anchor Bay Entertainment於2005年以DVD形式發行了該片。2021年9月，Vinegar Syndrome首次發行了該片的藍光光碟版本。

## 其他版本
- 據報道，影片有一個特殊的未剪輯版本，内含外國发行版中省略的七分鐘鏡頭，包括：
  - 奥拉和戴维角色的新出场：戴维開車送格雷丝去機場，看到奥拉因企图偷某男子機票而被他殴打；
  - 新場景讲述格雷丝去電視台找戴维詢問有關奥拉的事情。戴维邀請格雷丝到他家，然後給奥拉打電話，詢問她是否需要食物；奥拉對他撒謊，說她已經吃過了；
  - 奥拉去市場被贾德医生發現，医生想要抓住她；
  - 戴维和奥拉逃離自存倉後，她告訴他，她從福尔克曼護士的錢包裡拿了一些紀念品；另一个新镜头讲述自存倉的主人與警方交談；
  - 戴维跟蹤琳达·夸克的車後入住一家酒店，要一間俯瞰停車場的房間；
  - 戴维在酒吧詢問有關劳埃德医生的資訊；
  - 戴维打電話給格雷丝要求她提供處方單後，她與他見面並與他對質，想要讓他面對自己已經成為癮君子的事實；
  - 琳达·夸克和兇手的死亡場景更加血腥（可以看到絞索穿過琳达的脖子）。
- 英國電影分級委員會將英國版影片的發佈時間縮短了六秒。有兩處删减，都是絞索切割琳达和阿德里安娜脖子的鏡頭。不过，這些删减在2002年被放棄，並且所有後續發行的DVD均未删减[9]。所有英國錄影帶和DVD版本都收录了較短的版本。